# Solidariteit (tijdschrift en webzine)
Solidariteit was een Nederlands tijdschrift en is een webzine voor een strijdbare vakbeweging.

## Tijdschrift
Met als ondertitel "blad voor een strijdbare vakbeweging" nam eind 1982 een groep ‘kritische’ vakbondsleden het initiatief voor een tweemaandelijks tijdschrift: Solidariteit. Ze meenden dat de bij de Federatie Nederlandse Vakbeweging aangesloten bonden, na het Akkoord van Wassenaar in november 1982, hun collectieve kracht opofferden voor een coalitie met overheid en ondernemers.
Met het tijdschrift, brochures, lezersconferenties, internationale contacten en deelname aan acties bepleitten zij 'van onderop' een onafhankelijke, democratische en brede vakbeweging. In de woorden van het colofon "een platform zijn om de verspreid optredende kritiek uit te wisselen en te bundelen".
In maart 1983 verscheen nummer nul. In 2005 kwamen de laatste vijf nummers (121 tot en met 125) uit in de vorm van het boek "Om de vereniging van de arbeid" (redactie Hans Boot). Volgens Solidariteit vormde "de beoordeling van de afnemende kansen op een strijdbare oppositie binnen de Nederlandse vakbeweging" de reden om te stoppen met het tijdschrift.

## Webzine
Inmiddels was in oktober 2004 de digitale opvolger van het tijdschrift als webzine Solidariteit van start gegaan. Dat bevat elke veertien dagen een actueel commentaar, beschouwingen over de (internationale) vakorganisaties en politieke ontwikkelingen, boekbesprekingen, aankondigingen en overgenomen teksten.
De website bestaat uit de webzine, een aantal dossiers, de tekst van "Om de vereniging van de arbeid" en honderden artikelen uit de 'papieren' periode.

## Het verschijnsel Solidariteit
Solidariteit als verschijnsel en begrip, en de verschuivingen daarin, komen ook in beschouwende zin regelmatig aan de orde. Bijvoorbeeld door Ger Harmsen, "Solidariteit, de grondslag van vakorganisatie" in nummer 100 en Richard Hyman, "Oude en nieuwe solidariteit" in het al genoemde boek.